# Melitulias leucographa
Melitulias leucographa är en fjärilsart som beskrevs av Turner 1922. Melitulias leucographa ingår i släktet Melitulias och familjen mätare. Inga underarter finns listade i Catalogue of Life.